# Guadajoz
El Guadajoz és un riu del sud d'Espanya, un afluent del Guadalquivir. Té una longitud de 114 km i drena una conca de 2.415 km².

## Geografia
El Guadajoz neix a les serres de Priego de Córdoba i desemboca al Guadalquivir a l'altura el terme municipal de Còrdova, al costat de la subestació de carburants de Repsol, exactament en la intersecció de l'autovia Madrid-Sevilla amb l'antiga carretera N-IV. Rep les aportacions dels rius Sant Joan, Pelat, Víboras, Marbella i Guadalmoral. Les aigües del riu són salobres a partir de la desembocadura del rierol Salat, i es van endolcint amb les aportacions de la riera de la Carchena i el Ventogil, el primer d'ells a escassos 2 km de la pedania cordovesa de Santa Cruz, lloc on es troben les ruïnes i jaciments d'Ategua. En el seu trancurs s'hi troben dos embassaments: el de Vadomojón i el de Víboras.

## Bio-fauna
El Guadajoz, fins a l'última dècada del segle xx, no ha estat regulat per preses i, a la seva bio-fauna, encara no es troben presents espècies al·lòctones, encara que amb la construcció del pantà es van introduir en el mateix peixos com la carpa i el Black Bass. Tot i així, a la llera del riu les espècies predominants són la boga i sobretot el barb d'Andalusia. S'han tret, de forma esporàdica, anguiles, i la tortuga autòctona encara està present en tota la llera.